# Chaumont-d'Anjou
Chaumont-d'Anjou é uma ex-comuna francesa na região administrativa da Pays de la Loire, no departamento de Maine-et-Loire. Estendeu-se por uma área de 11,98 km². Em 2010 a comuna tinha 289 habitantes (densidade: 24,1 hab./km²).
Em 1 de janeiro de 2016 foi fundida com as comunas de Jarzé, Beauvau e Lué-en-Baugeois para a criação da nova comuna de Jarzé-Villages.